# Evoke

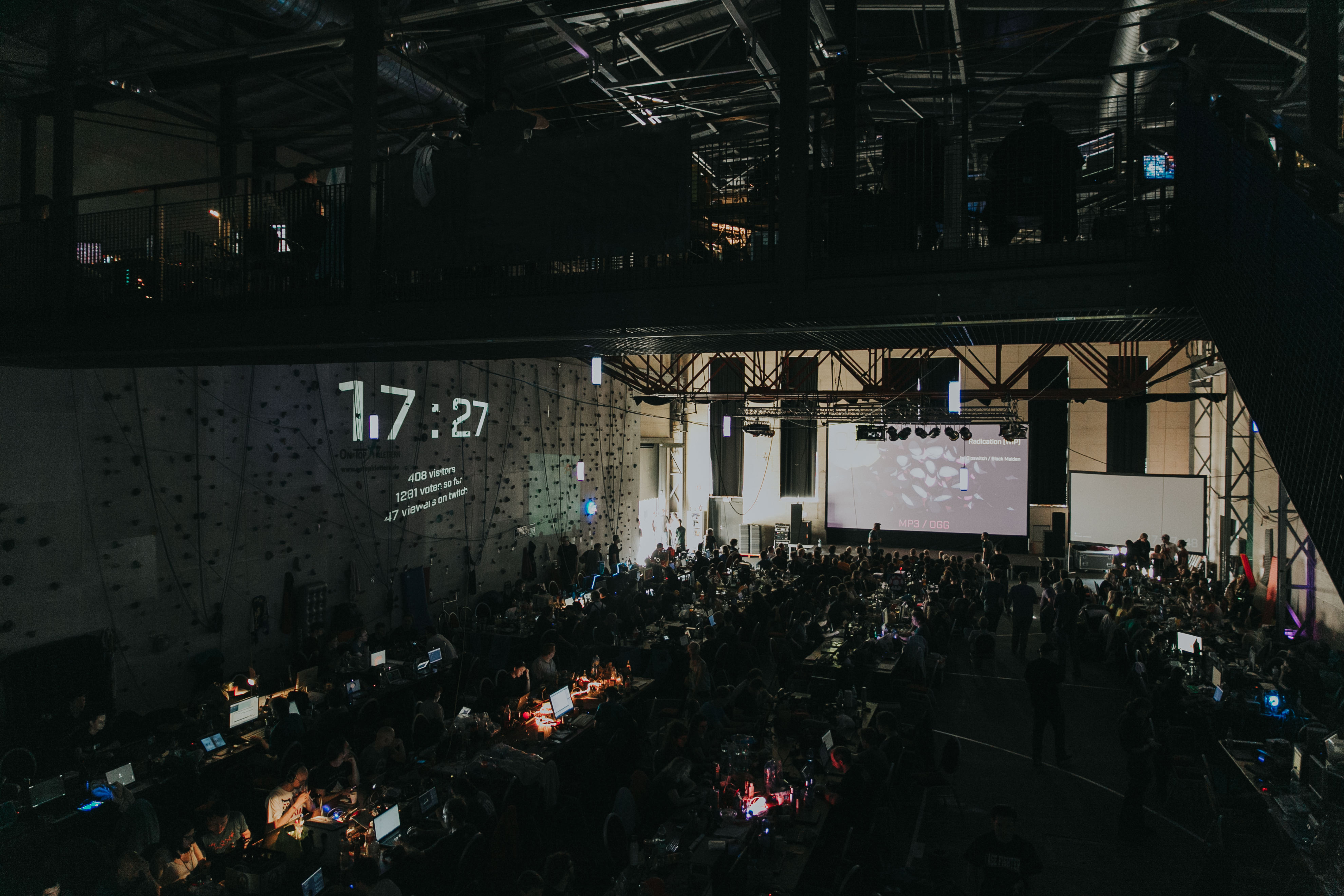
Seit 2009 findet die Evoke in den "Abenteuerhallen" im Stadtteil Köln-Kalk statt.

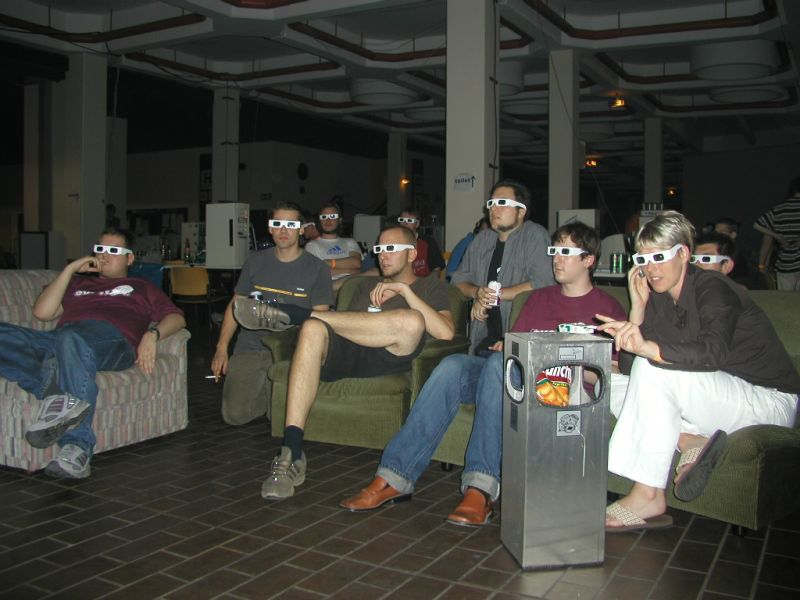
Evoke 2002: Einige Besucher schauen Demos in 3D

Die Evoke ist mit etwa 400 Besuchern eine der größten Demoparties in Deutschland. Sie findet seit 1997 regelmäßig in und um Köln statt und ist damit Deutschlands älteste noch existierende Demoparty. Mittlerweile wird sie vom Digitale Kultur e. V. ausgerichtet.
Die Evoke zieht viele internationale Besucher an. Im Jahr 2004 wurde die Evoke erstmals durch das Kulturamt der Stadt Köln unterstützt. Diese Unterstützung wurde 2006 und 2009 fortgesetzt.
Als eine der ersten Partys begann die Evoke sich jedes Jahr ein bestimmtes Motto vorzugeben, unter dem die Veranstaltung stattfindet. Die Location, der Ablauf und das Programm wird an diesem Thema ausgerichtet (2003: „Zoo3“, 2004: „digital playground“, 2005: „demoscene space odyssey“, 2006: „Bahnhof“, 2007: „10 years“, 2008: „the party continues“).
2004 wurde die Evoke um eine Schnittstelle nach „außen“ durch die Evoke Netlabel Night erweitert, bei der sich verschiedenste Netlabels live dem Publikum präsentierten. Die parallel stattfindende Zusatzveranstaltung richtete sich explizit auch an Personen, die nicht der Demoszene zugehörig sind. Diese Form der Veranstaltung wurde 2007 und 2008 durch Evoke Tracks wieder aufgenommen.
Seit 2004 müssen Teilnehmer der Musikwettbewerbe versichern, dass sie keine Mitglieder einer Verwertungsgesellschaft wie der GEMA oder BIEM sind.
Aufgrund der Covid-19-Pandemie wurde die Evoke 2020 abgesagt, stattdessen fand ein rein virtuelles Event namens "novoque" statt. Ebenso gab es 2021 mit névoke ersatzweise eine virtuelle Veranstaltung.
2022 fand die Evoke erstmals wieder in Präsenz in den Abenteuerhallen Kalk statt.

## Invitations
- Evoke 2024
- Evoke 2023
- Evoke 2022, Invitation Carp Diem by Stillpigs
- Evoke 2021 (abgesagt), virtuell: névoke, Invitation Névoke 2021 Invitation by PotcFdk
- Evoke 2020 (abgesagt), virtuell: novoque, Invitation Neuroque by Team210
- Evoke 2019 Invitation Transformer 3 by Limp Ninja
- Evoke 2018 Invitation sp04 - Evoke 2018 Invitation by Spacepigs
- Evoke 2017 Invitation 20 by Holon
- Evoke 2016 Invitation True Colors by Still
- Evoke 2013 Invitation Party heart by 5711
- Evoke 2012 Invitation It all comes together by 5711
- Evoke 2010 Invitation YouShould by Haujobb
- Evoke 2008 Invitation 64k Intro - Invoke by Still & Conspiracy
- Evoke 2006 Invitation Song (ZIP; 9,4 MB) Jump Aboard! by Palerider / Haujobb
- Evoke 2005 Invitation 4k Intro - Evoke Spacerace by 0ok & Black Maiden & Ümlaüt Design
- Evoke 2005 Themesong (ZIP; 7,1 MB) Favourite Astronaut by Netpoet
- Evoke 2004 Invitation 64k Intro - Kings of the Playground by Equinox
- Evoke 2003 Invitation 64k Intro - Pocket Safari by Black Maiden
- Evoke 2002 Invitation (ZIP; 5,7 MB) Demo - Stueckelwerk by Black Maiden